# 安德鲁·博尔顿
安德鲁·博尔顿（英語：Andrew Bolton，1980年1月24日—），美国男子赛艇运动员。他曾代表美国参加2007年泛美运动会赛艇比赛，获得男子轻量级四人单桨无舵手银牌。